# Istriska demokratiska församlingen
Istriska demokratiska församlingen (kroatiska: Istarski demokratski sabor, italienska: Dieta democratica istriana, förkortat IDS/DDI) är ett regionalt socialliberalt parti i Kroatien. Partiet grundades den 14 februari 1990 och är idag ett av de större regionala partierna i Kroatien. IDS/DDI är en associerad medlem av Europeiska liberala, demokratiska och reformistiska partiet (ELDR) och Liberala internationalen. Nuvarande (2014) partiledare är Boris Miletić.
IDS/DDI är aktivt på nationell nivå och finns representerat i det kroatiska parlamentet Sabor. Partiet förespråkar större regional självbestämmanderätt, i synnerhet för Istrien, decentralisering av Kroatien och grundandet av en transnationell och gränsöverskridande euroregion som omfattar hela Istrien. I det kroatiska presidentvalet 2009 nominerade partiet Damir Kajin som partiets genom tiderna första presidentkandidat. Kajin fick dock få röster och kvalificerade sig aldrig för den andra och avgörande valomgången.

## Partiledare
- Ivan Pauletta, 1990-1991
- Ivan Jakovčić, 1991-2014
- Boris Miletić[1], 2014-

### Fotnoter
1. 1 2 3  Ids-ddi.com - IDS/DDI:s officiella webbplats (kroatiska)